# Општина Сасчори (Алба)
Сасчори (рум. Săsciori) општина је у Румунији у округу Алба.
Oпштина се налази на надморској висини од 565 m.